# Cirrus uncinus

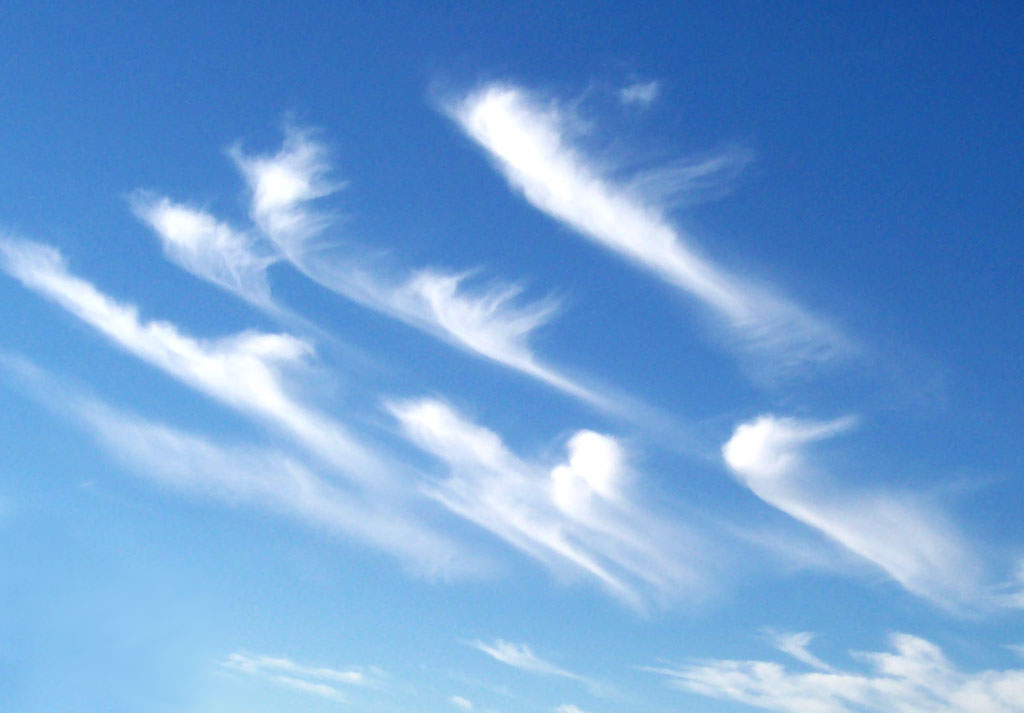
Cirrus uncinus

Cirrus uncinus je oblak vysokého patra (5–13 km). Kvůli nízkým teplotám ve vysokém patře (kolem −50 °C) se skládá cirrus uncinus z ledových krystalků. Podobá se kadeřím nebo koňskému ocasu. Většinou je cirrus uncinus vidět před teplou nebo okluzní frontou. Nikdy z něho nevypadávají srážky dopadající na zem.